# Kedron
Kedron è il nome in codice della scheda di rete wireless Pro Wireless 4965 AGN che equipaggia la quarta generazione della piattaforma Intel Centrino chiamata Centrino Pro o Centrino Duo (a seconda delle versioni) e conosciuta con il nome di Santa Rosa.
Gli altri componenti chiave di tale piattaforma sono il processore Core 2 Duo Merom e il chipset Crestine.

## Caratteristiche tecniche
All'inizio sembrava possibile anche il supporto allo standard WiMAX ma, successivamente, è sembrato più saggio rimandare tale supporto ad un prodotto futuro. Kedron si limita quindi al supporto dei protocolli 802.11a/b/g, oltre alle più recenti specifiche dell'802.11n che, sembra, dovrebbe poter offrire velocità di circa 600 Mbit/s e, grazie all'integrazione di due trasmettitori e tre ricevitori, promette di quintuplicare la banda passante ed estendere significativamente la portata del segnale. Il nuovo standard 802.11n prevede infatti proprio la presenza di tre antenne, ma è ovvio che tale caratteristica impone un considerevole lavoro aggiuntivo nella progettazione interna di un componente mobile, per esempio un notebook, in cui gli spazi disponibili sono sempre molto risicati.
L'informazione viene processata contemporaneamente dai due trasmettitori ed è disponibile per le tre unità riceventi; a questo punto, mediante un apposito algoritmo, è possibile "scegliere" il miglior segnale ricevuto da una delle tre unità. Lo scopo è quello di sfruttare la ricezione contemporanea offerta dalle tre unità in modo da potersi avvantaggiare di eventuali o inaspettate riflessioni del segnale radio. In alcune situazioni il tragitto più breve potrebbe nascondere ostacoli insormontabili per il segnale a radiofrequenza mentre provvidenziali rimbalzi consentirebbero un miglior risultato finale. Tutto questo si traduce quindi in una copertura più uniforme del segnale radio, sebbene la distanza massima tra i dispositivi wireless dovrebbe rimanere pressoché la stessa dei precedenti protocolli wi-fi.
Dal momento che Kedron implementa una versione non definitiva della specifica 802.11n, Intel ha avviato una collaborazione con diversi produttori di dispositivi wireless, tra cui D-Link, Linksys e Netgear, per garantire la massima interoperabilità con gli odierni e futuri prodotti Wi-Fi.
Altri vantaggi del modulo wireless Kedron risiedono nei consumi. Secondo Intel l'utilizzo di una rete senza fili attraverso questo nuovo prodotto che integra modalità di risparmio energetico ottimizzate, consente quasi un'ora di autonomia in più nell'utilizzo in sistemi portatili.